# 洪江古建筑群
27°07′03″N 110°00′00″E / 27.11750°N 110.00000°E
洪江古建筑群位于中国湖南省怀化市洪江管理区，2006年被列为第六批全国重点文物保护单位。
洪江古镇原属黔阳县，地处巫水与沅江交汇处，是明清时期湘西南和黔东地区土特产的主要运输中转站，现仍保存有明清至民国时期的大量古建筑如寺庙、钱庄、商号、洋行、作坊、店铺、客栈等共380多栋，总面积约20余万平方米
，其中“国保”建筑18栋。

## 图集

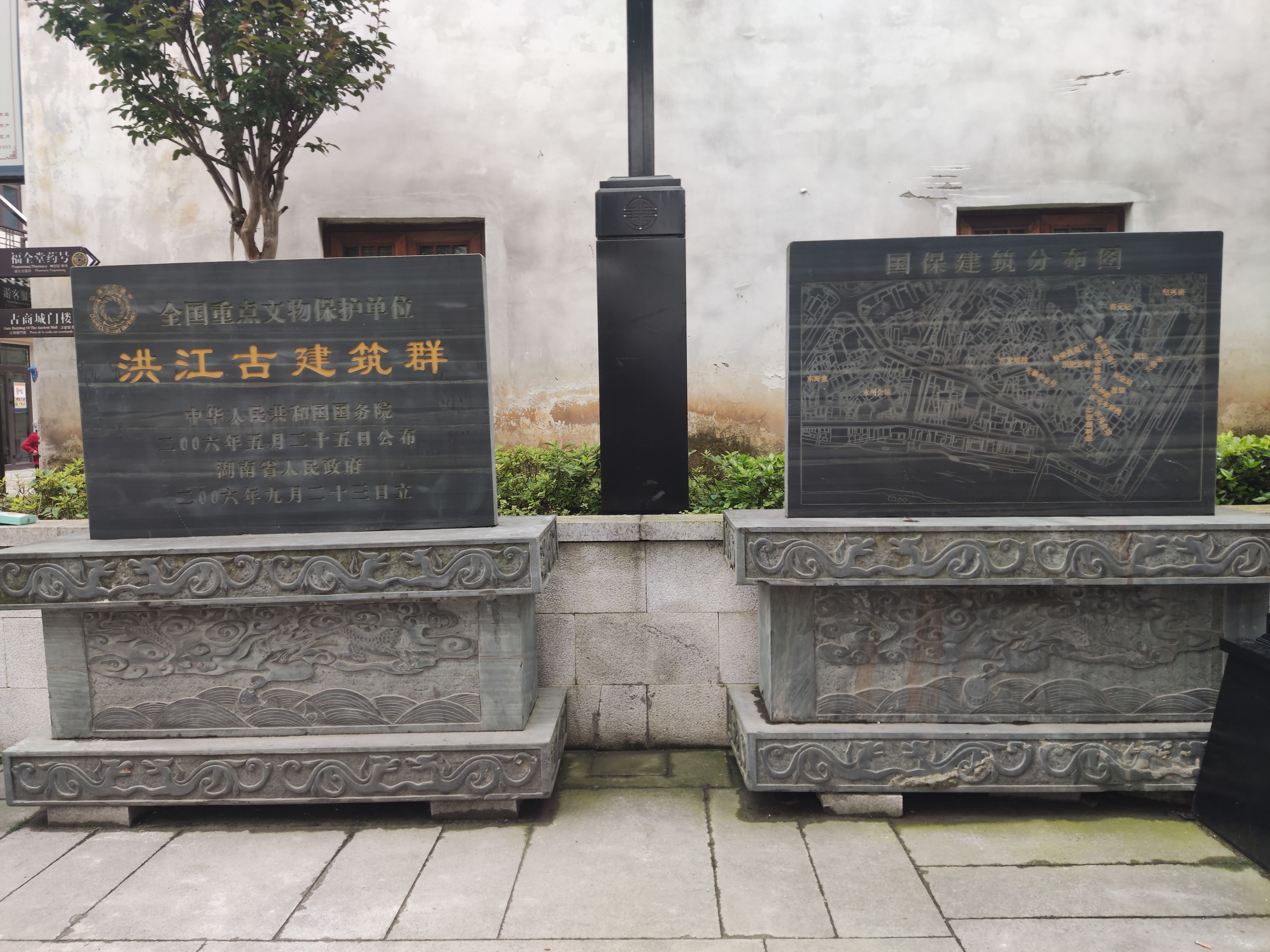
文保碑
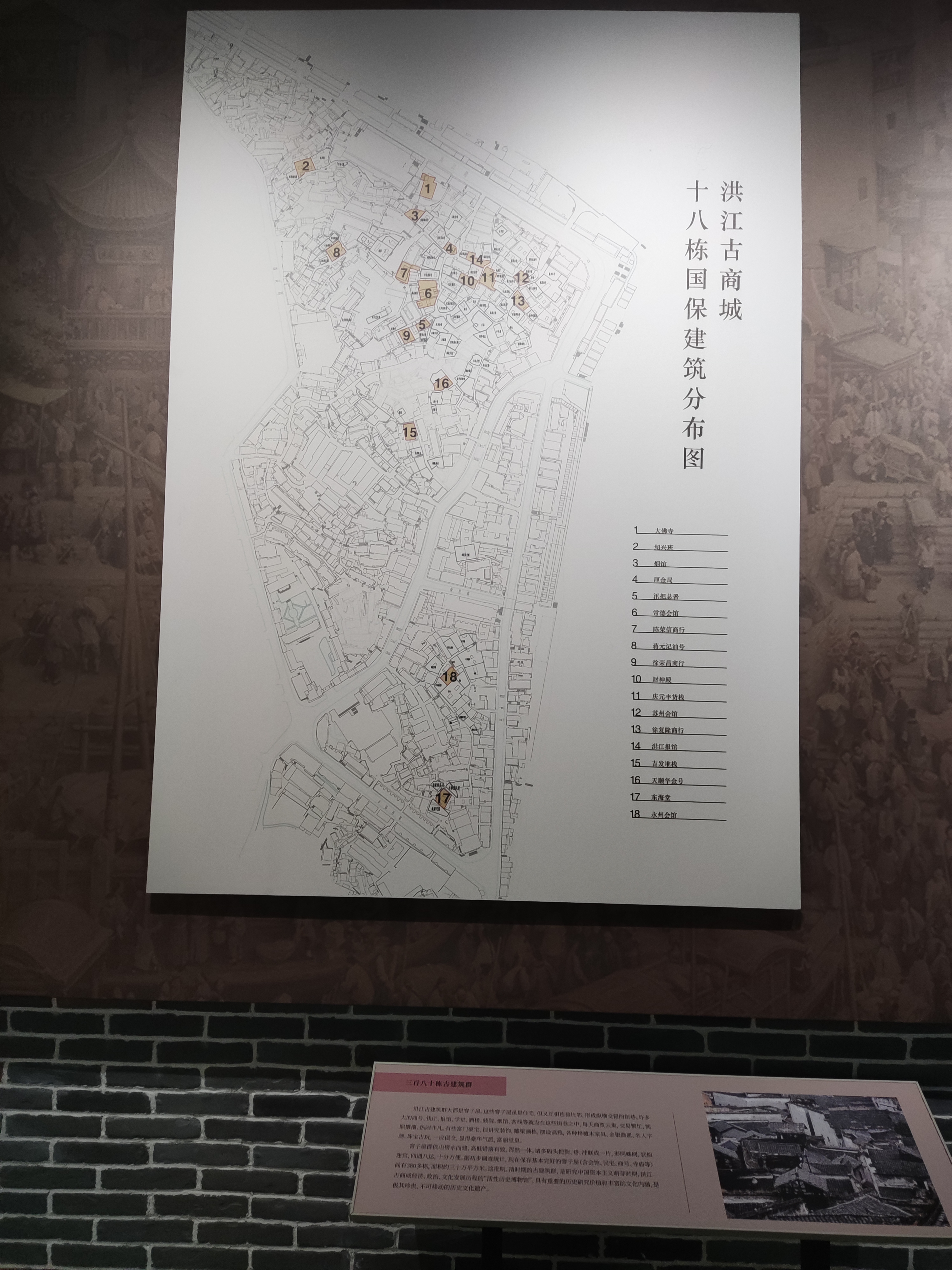
国保建筑分布
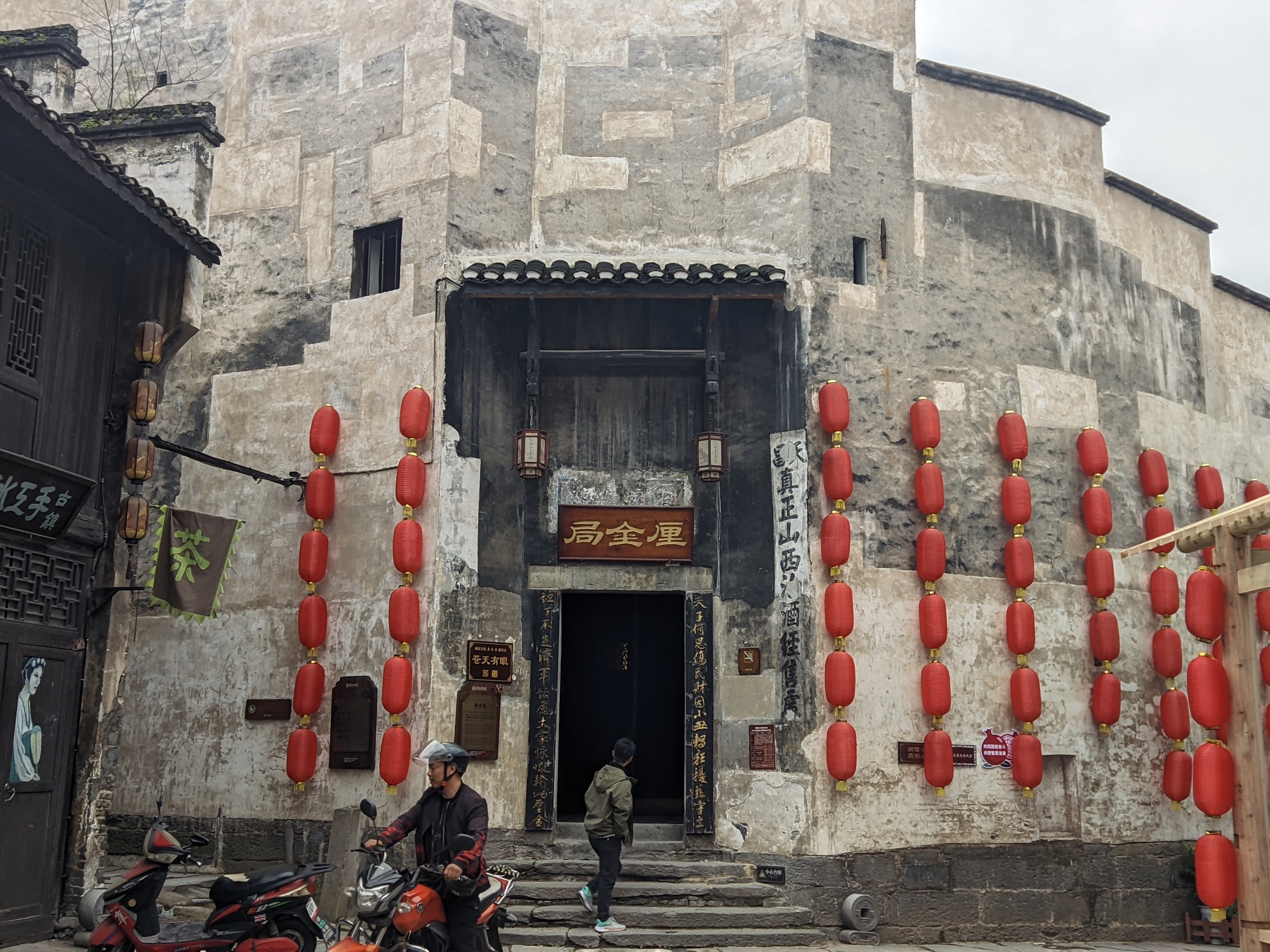
厘金局
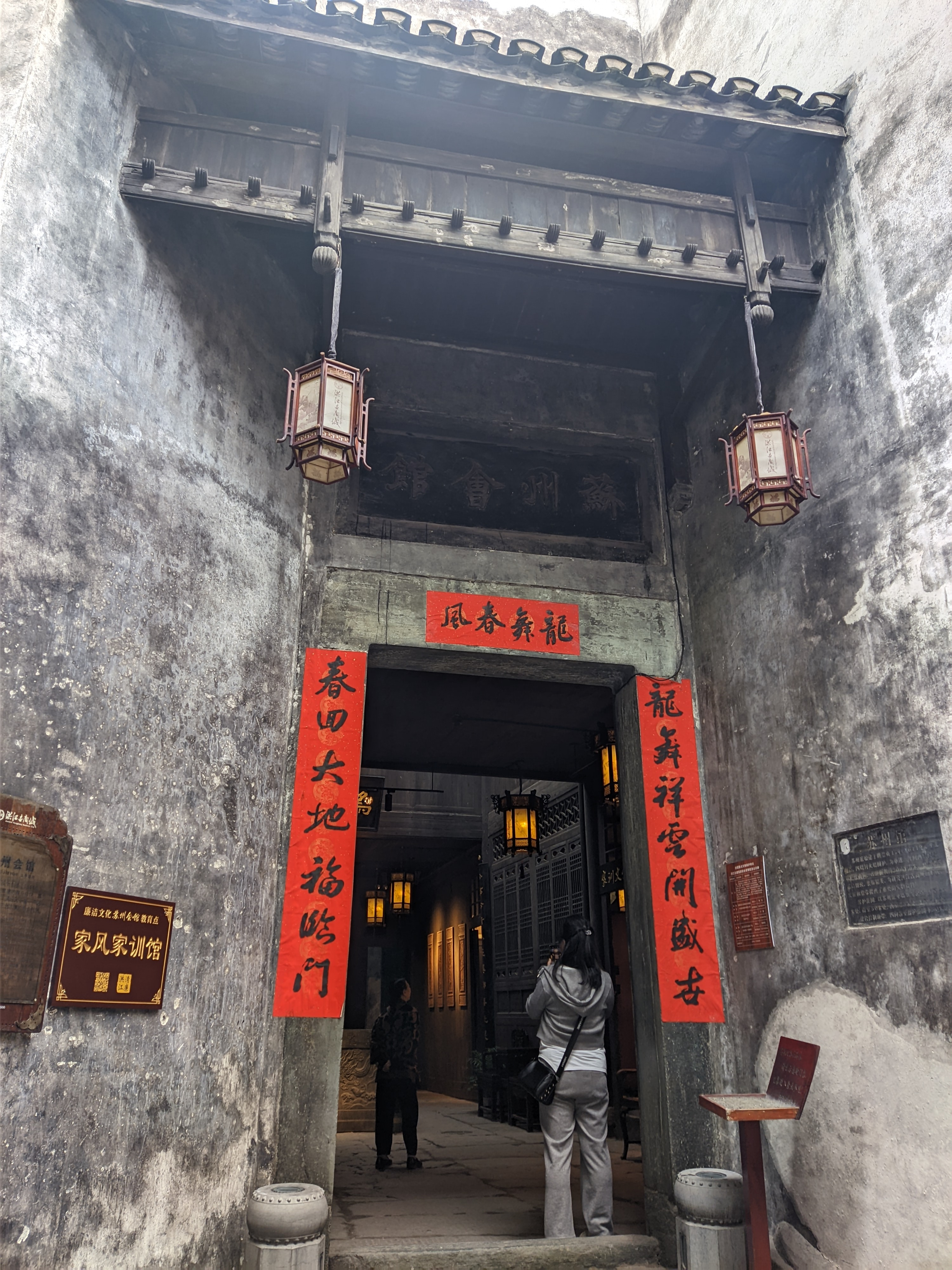
苏州会馆
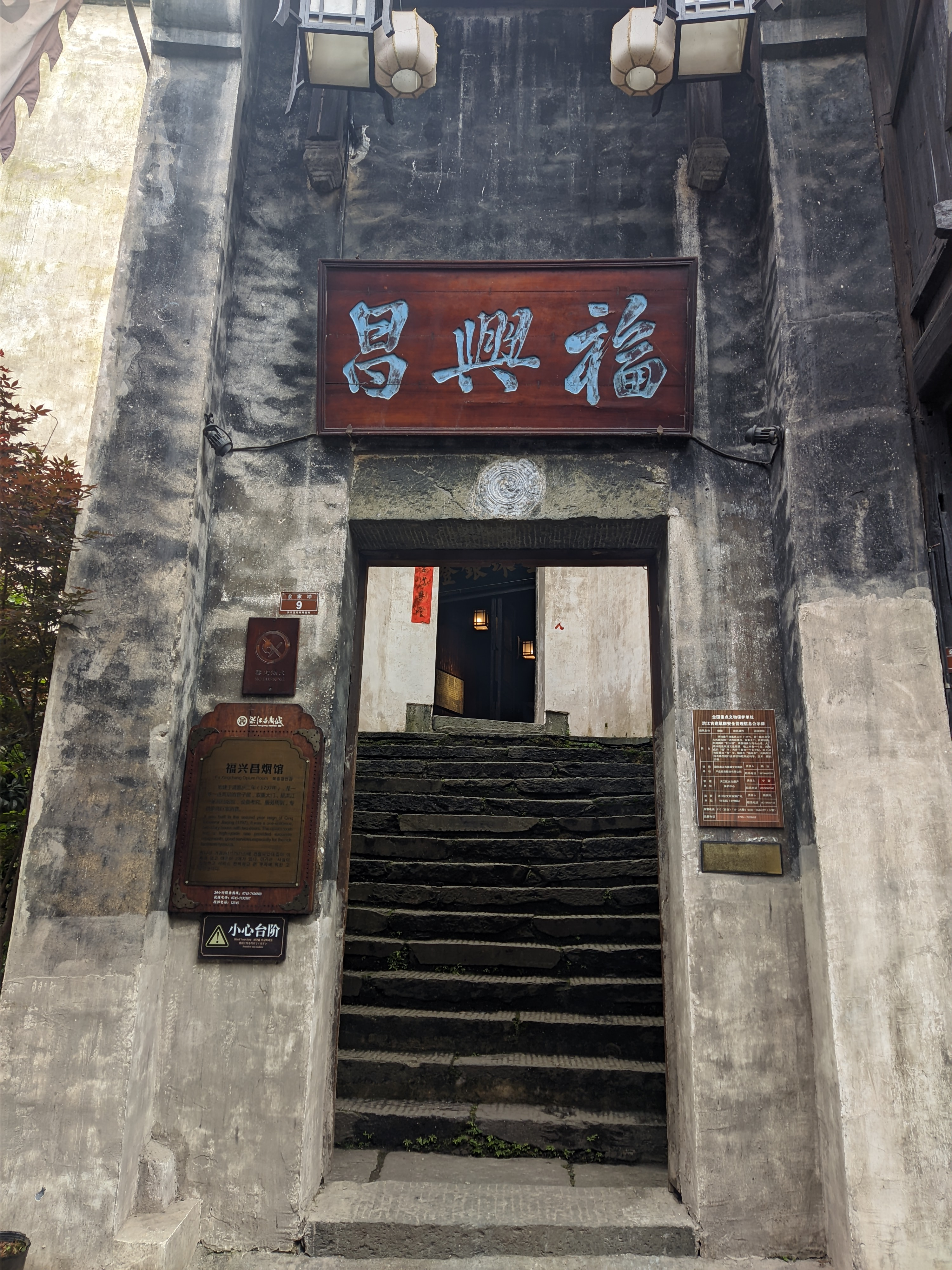
烟馆
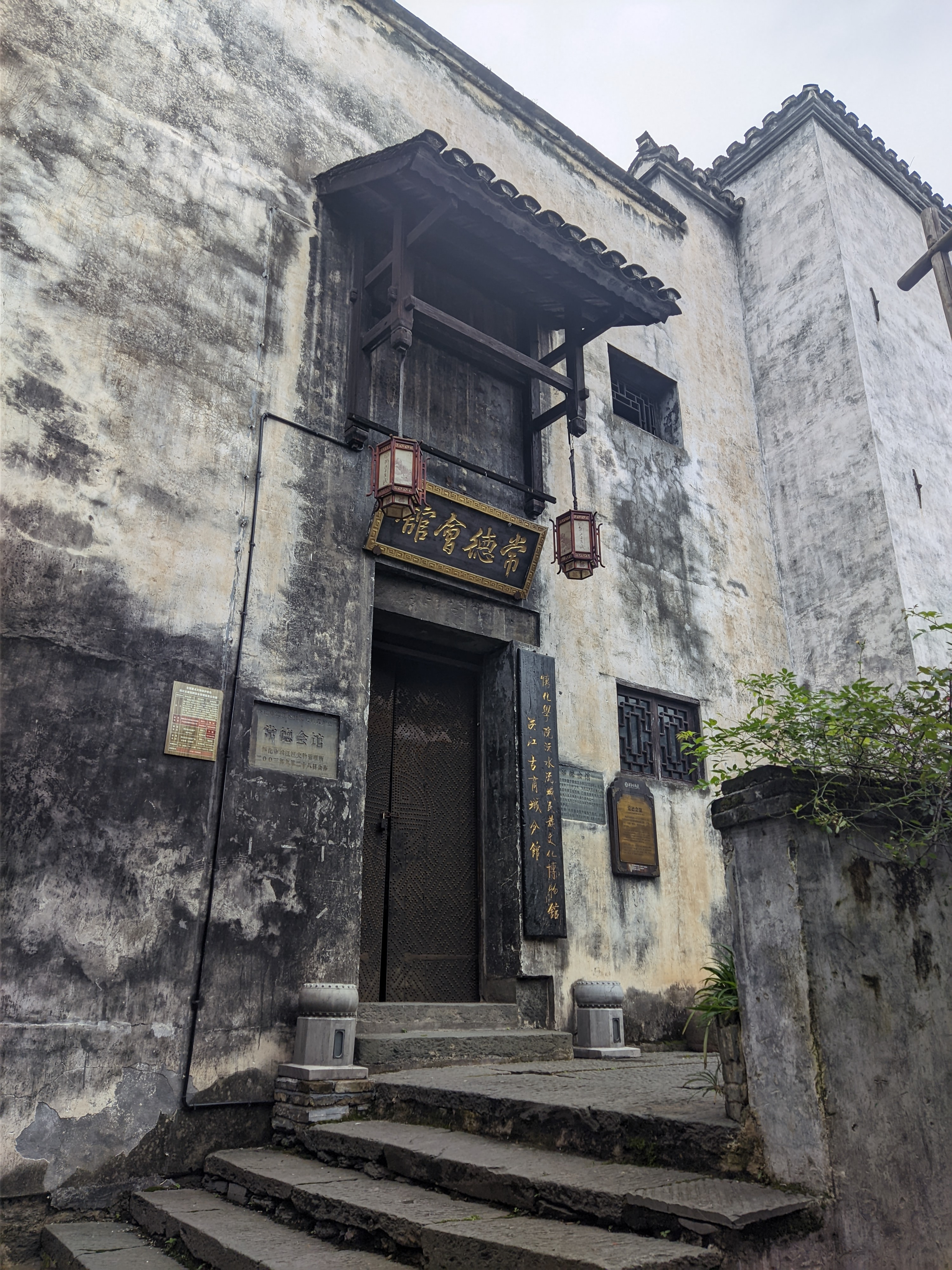
常德会馆
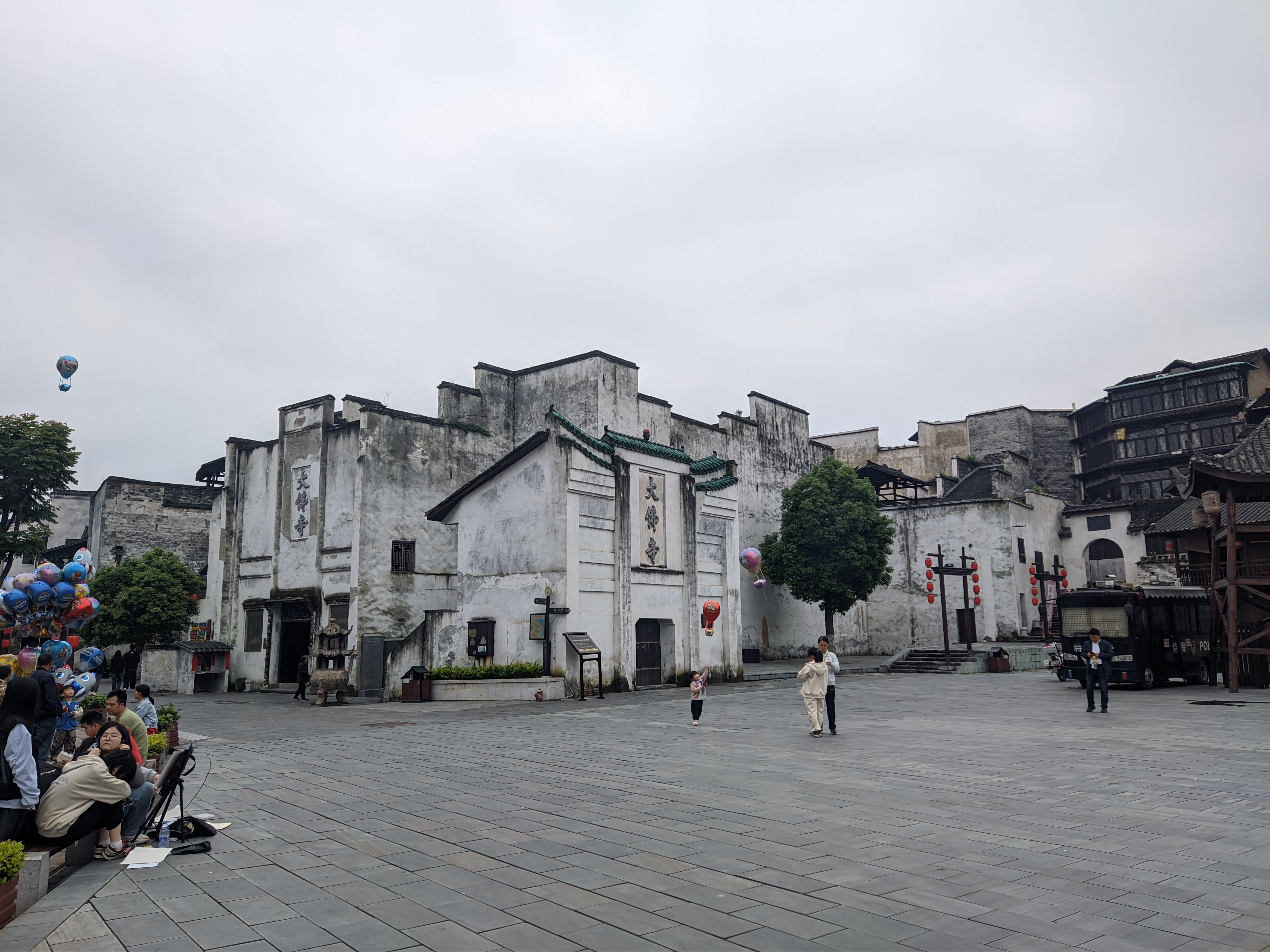
大佛寺